# 第二届一带一路国际合作高峰论坛
第二届“一带一路”国际合作高峰论坛（英語：The Second Belt and Road Forum for International Cooperation）于2019年4月25日至27日在北京举行。中共中央总书记习近平出席开幕式，并发表主旨演讲。

## 论坛背景
2013年9月，中共中央总书记习近平于哈萨克斯坦纳扎尔巴耶夫大学发表演讲，首次提出共同建设“丝绸之路经济带”概念。同年10月，习近平在印度尼西亚国会发表演讲时，提出“共同建设21世纪‘海上丝绸之路’”。这两者合一就是“一带一路”的倡议。
2017年1月17日，习近平在达沃斯世界经济论坛年会上宣布，2017年5月中国将在北京主办“一带一路”国际合作高峰论坛。2017年3月5日，中国国务院总理李克强在十二届全国人大五次会议上作《政府工作报告》时提出，要高质量办好“一带一路”国际合作高峰论坛。
2017年5月14日，第一届一带一路国际合作高峰论坛在北京开幕。15日，习近平宣布，中国将于2019年举办第二届“一带一路”国际合作高峰论坛。
2019年3月5日，中国国务院总理李克强在十三届全国人大二次会议上作《政府工作报告》时提出，要办好第二届“一带一路”国际合作高峰论坛。
2019年4月19日，中华人民共和国外交部举行记者会，国务委员兼外交部长王毅宣布第二届“一带一路”国际合作高峰论坛将于4月25日至27日在北京举行。主要活动包括： 4月25日，举行12场分论坛和一场企业家大会；4月26日，举行开幕式、高级别会议；4月27日，举行领导人圆桌峰会。习近平将出席高峰论坛开幕式并发表主旨演讲，全程主持领导人圆桌峰会。

## 大會概要
第二届高峰论坛的主题是“共建‘一带一路’、开创美好未来”，由开幕式、领导人圆桌峰会、高级别会议、专题分论坛、企业家大会等系列活动组成。来自150多个国家和90多个国际组织近5000名外宾出席本届高峰论坛。
第二屆一帶一路合作高峰論壇主題是「廉潔」，以「共商共建共享廉潔絲綢之路」為主題。強調共建一带一路要堅持開放、綠色、廉潔理念，堅持一切合作都在陽光下運作，共同以零容忍態度打擊腐敗。
开幕式上，中共中央总书记习近平发表了题为“齐心开创共建‘一带一路’美好未来”的主旨演讲，俄罗斯总统普京、哈萨克斯坦总统纳扎尔巴耶夫、埃及总统塞西、智利总统皮涅拉、马来西亚首相马哈迪·莫哈末、巴基斯坦总理伊姆朗·汗、联合国秘书长古特雷斯也在开幕式上致辞。
4月26日，德国联邦经济事务和能源部部长彼得·阿尔特迈尔表示，德国、法国、西班牙和英国各自都派代表参加了本次的“一带一路”论坛。欧盟对“一带一路”已经展示了“很高的团结度（great majority united）”，欧盟相信以此可以展示其共同的立场。欧盟内几个大国想通过集体形式，签署“一带一路”合作备忘录，而不是以双边形式（欧盟各国和中国分别签署）与中方展开合作。
本届高峰论坛达成了一系列成果。包括中方打出的举措或发起的合作倡议、在高峰论坛期间或前夕签署的多双边合作文件、在高峰论坛框架下建立的多边合作平台、投资类项目及项目清单、融资类项目、中外地方政府和企业开展的合作项目,共6大类283项。
在领导人圆桌峰会后，38位国家领导人与2位国际组织负责人共同发布联合公报，达成加强发展政策对接、加强基础设施互联互通、推动可持续发展、加强务实合作、加强人文交流和定期举办高峰论坛并举行相关后续活动等多项共识。
朝鲜民主主义人民共和国对外经济相金英才率团参与了本次 第二届“一带一路”国际合作高峰论坛。

## 参加圆桌会议的领导人

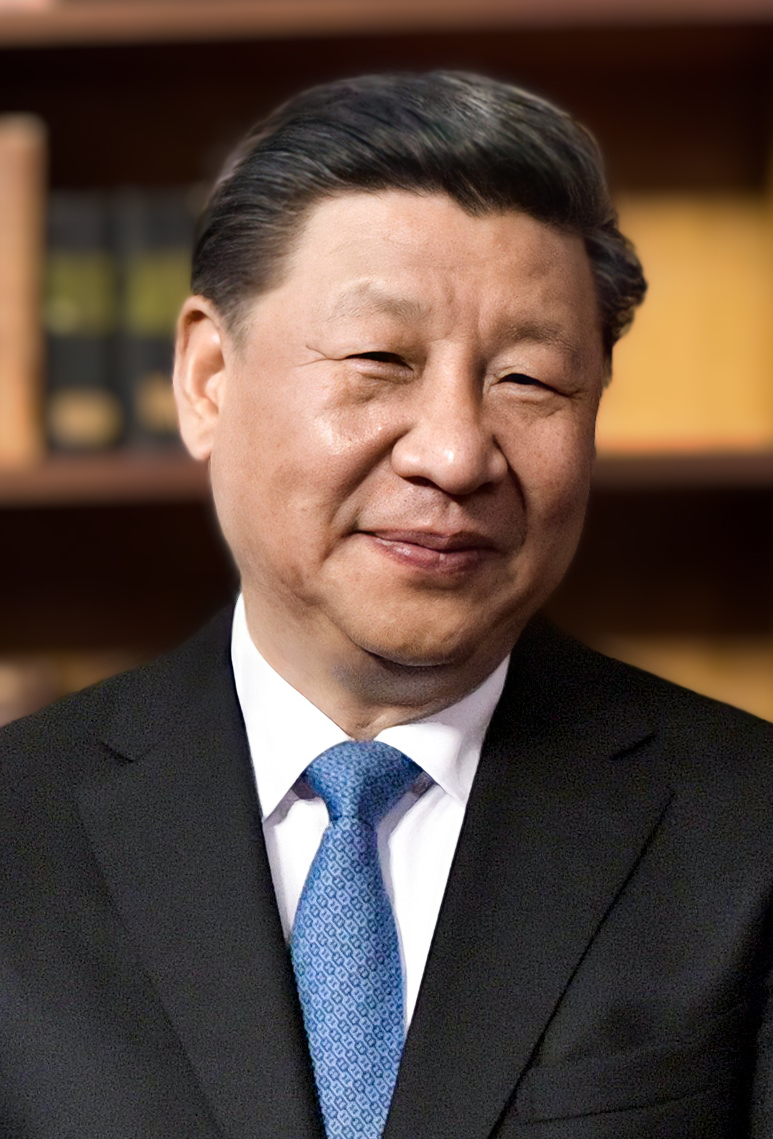
中国（主办国） 中共中央总书记、国家主席、中央軍委主席习近平
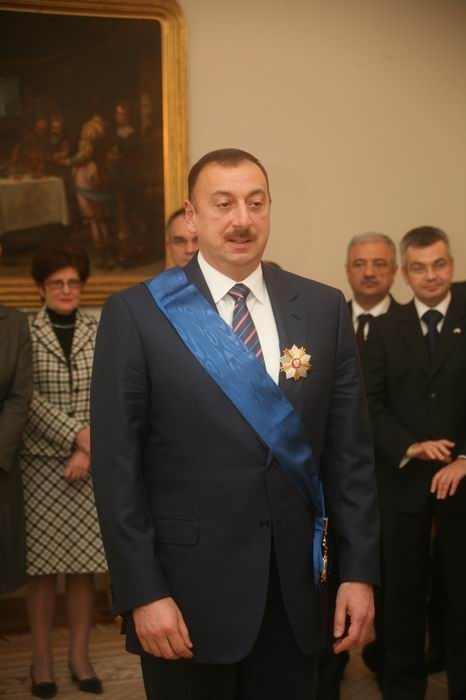
总统伊利哈姆·阿利耶夫
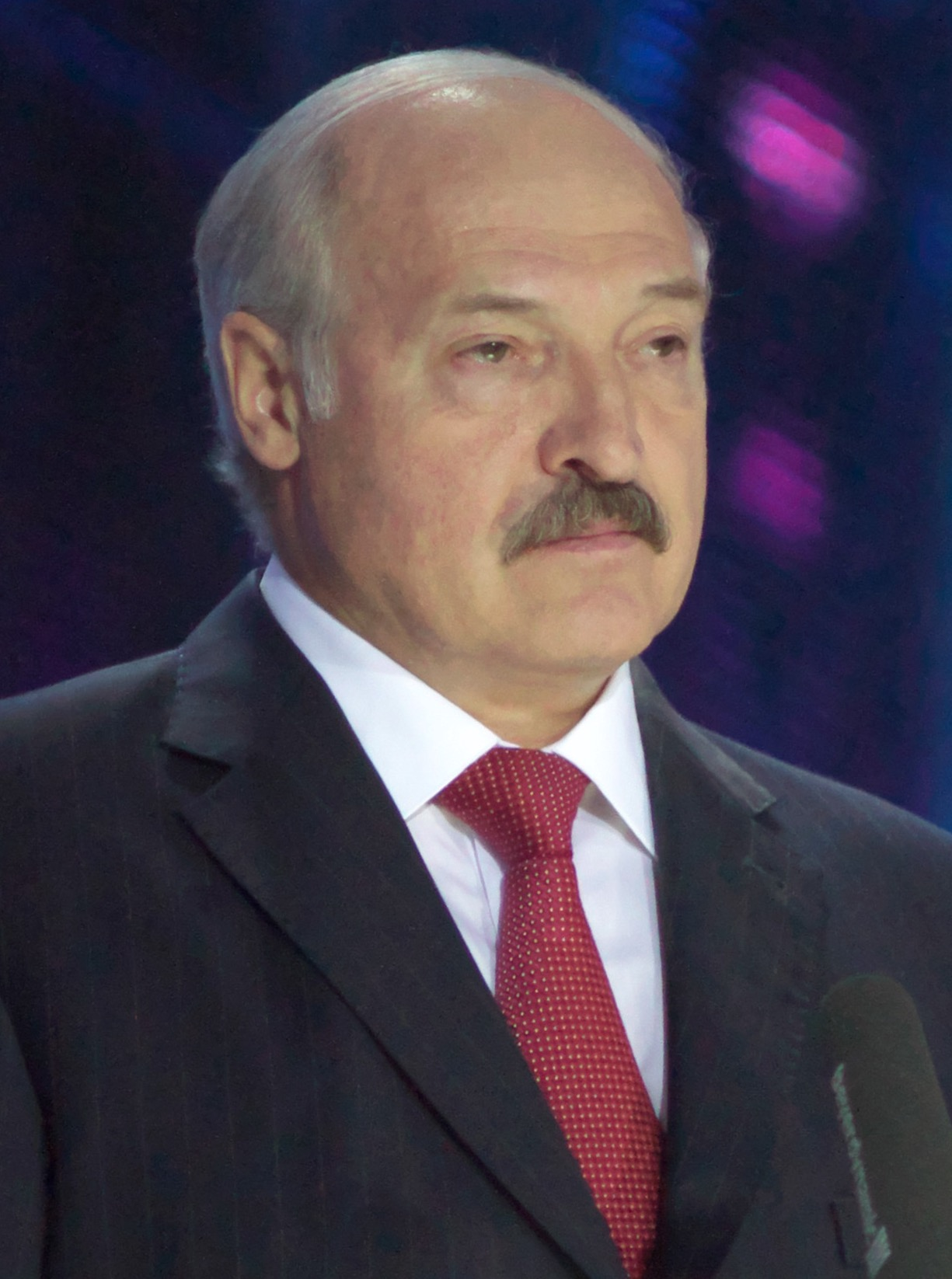
白俄羅斯 总统卢卡申科
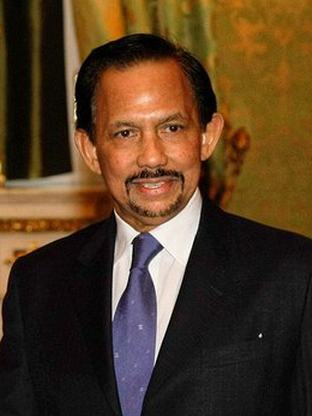
苏丹哈桑纳尔
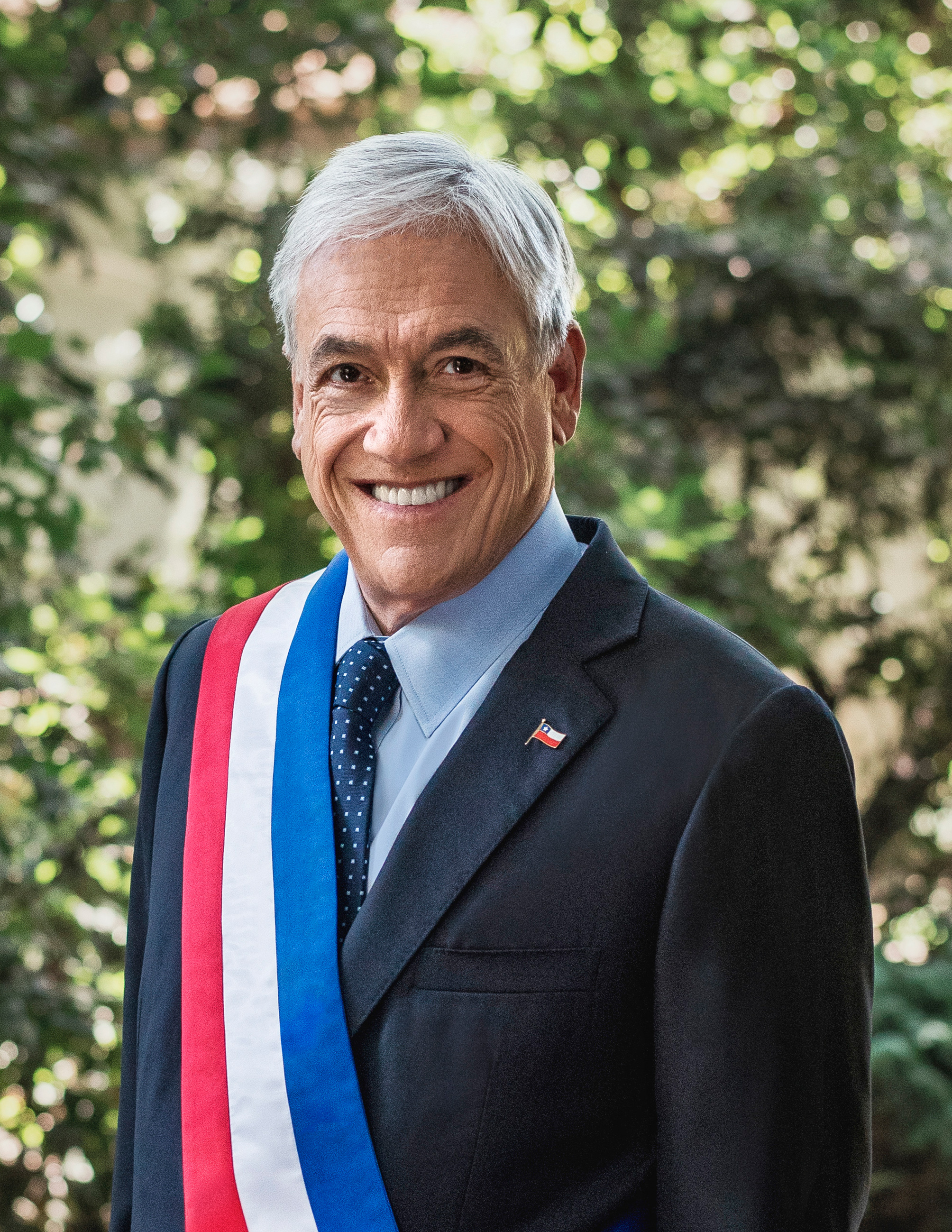
智利 总统皮涅拉
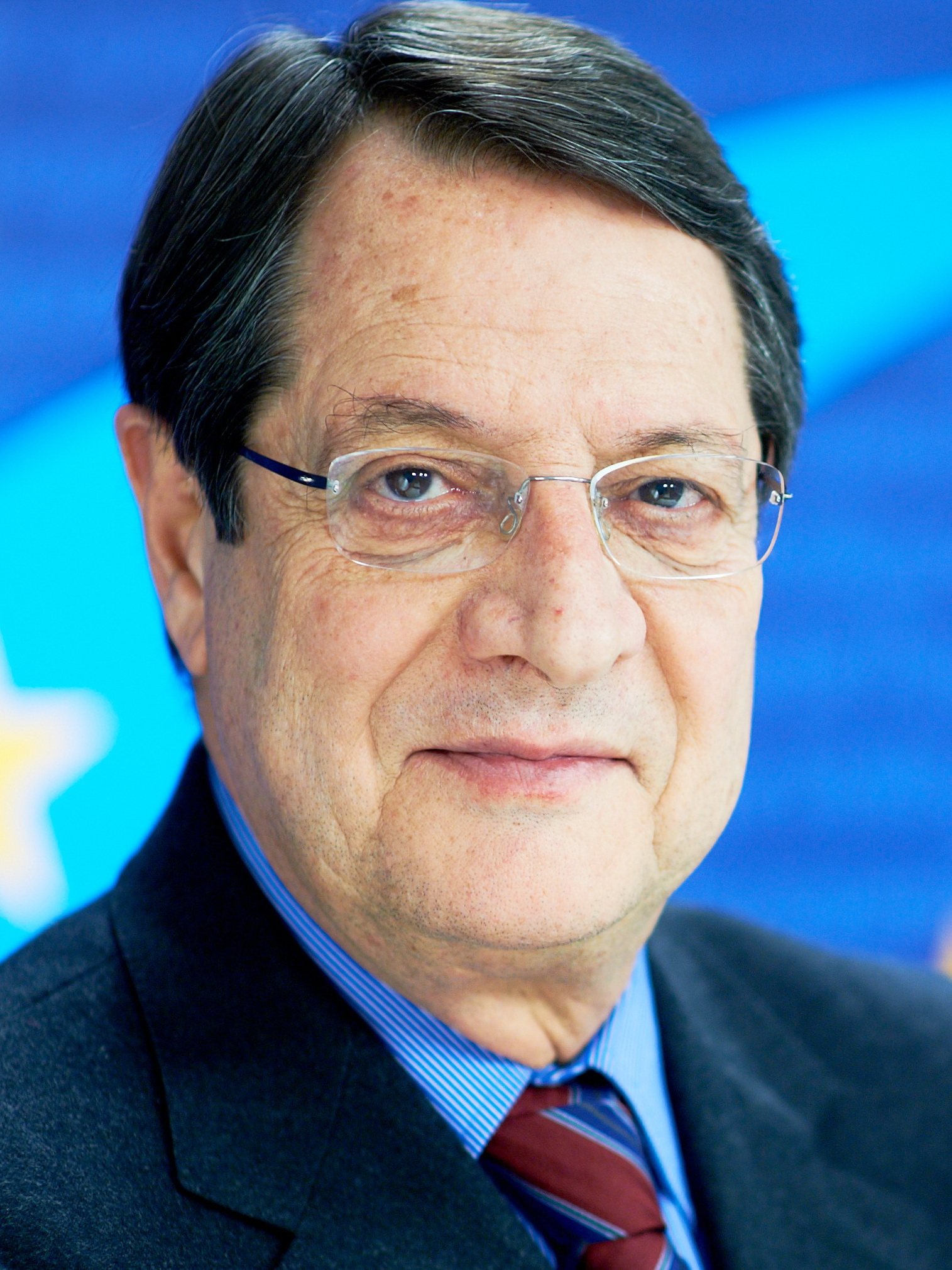
賽普勒斯 总统阿纳斯塔夏季斯
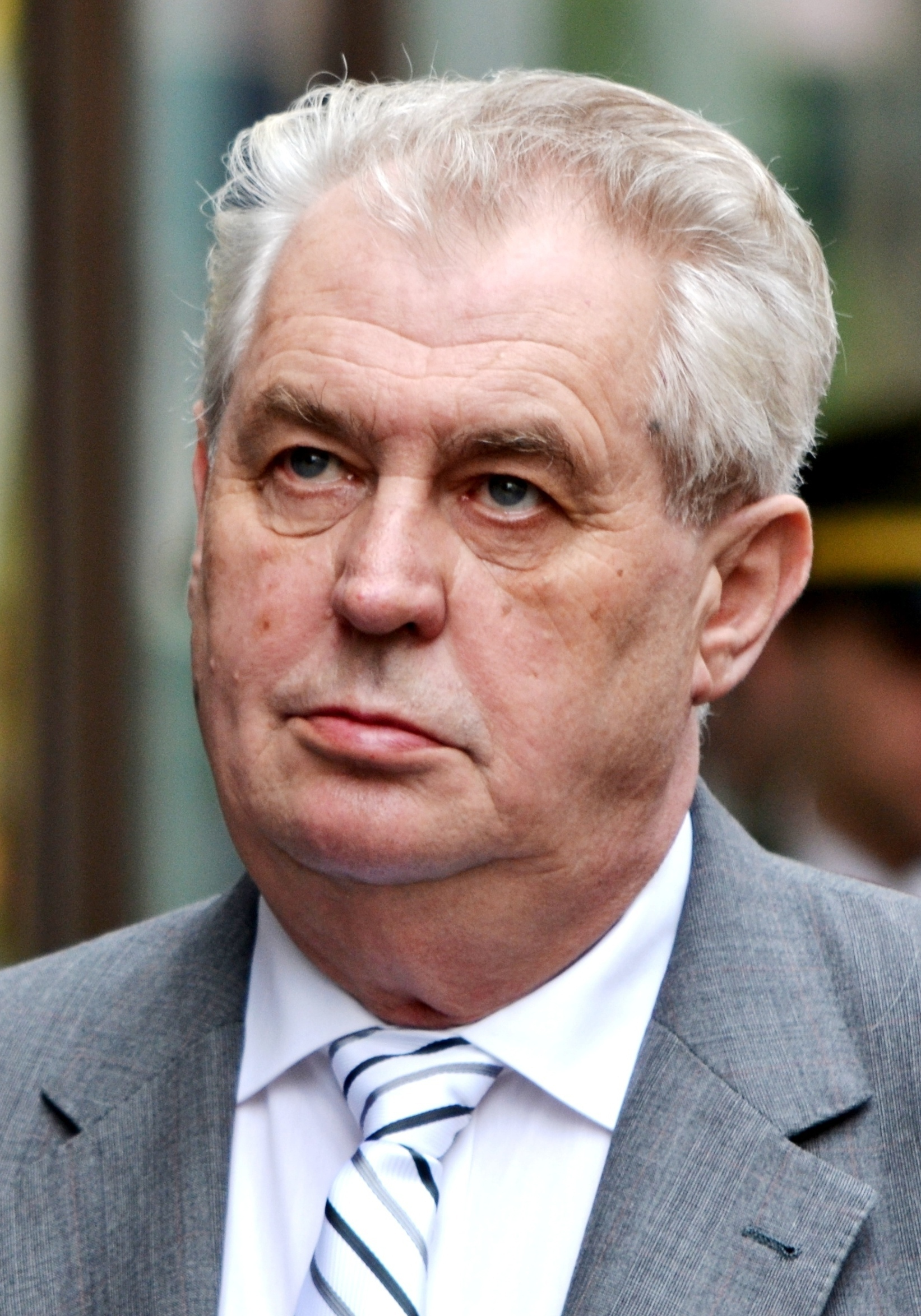
捷克 总统米洛什·泽曼
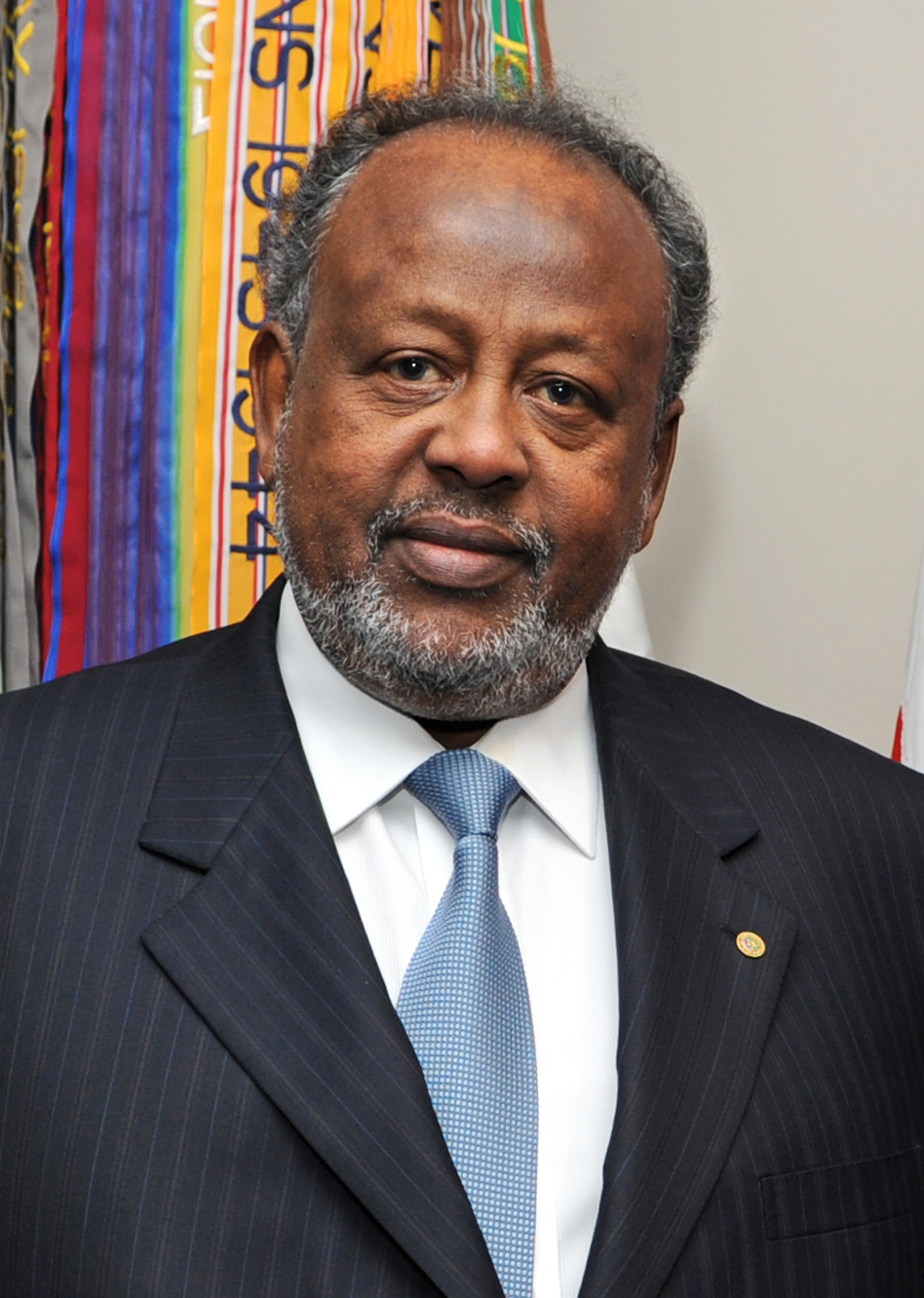
总统伊斯梅尔·奥马尔·盖莱
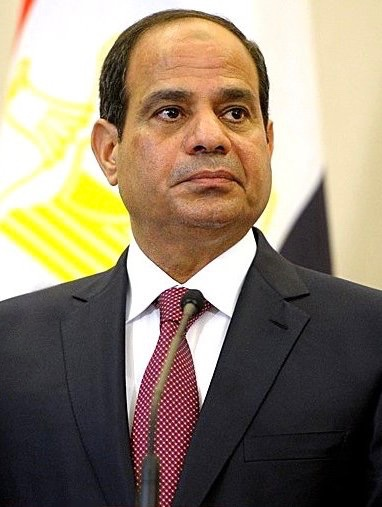
埃及 总统塞西
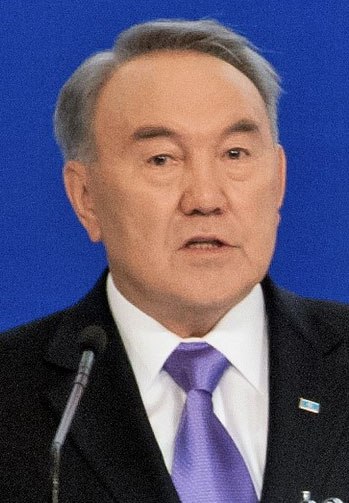
首任总统纳扎尔巴耶夫
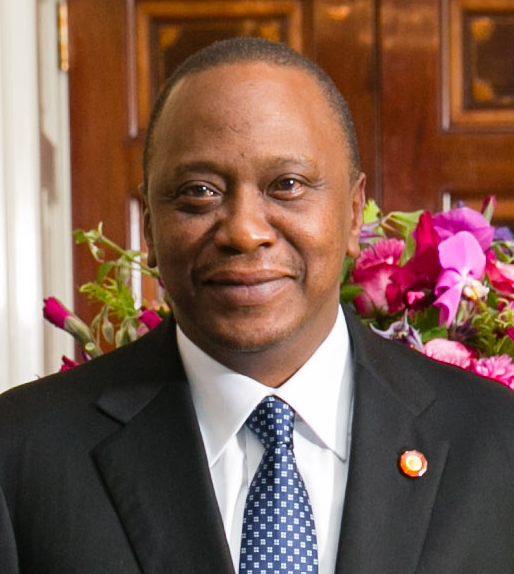
总统乌胡鲁·肯雅塔
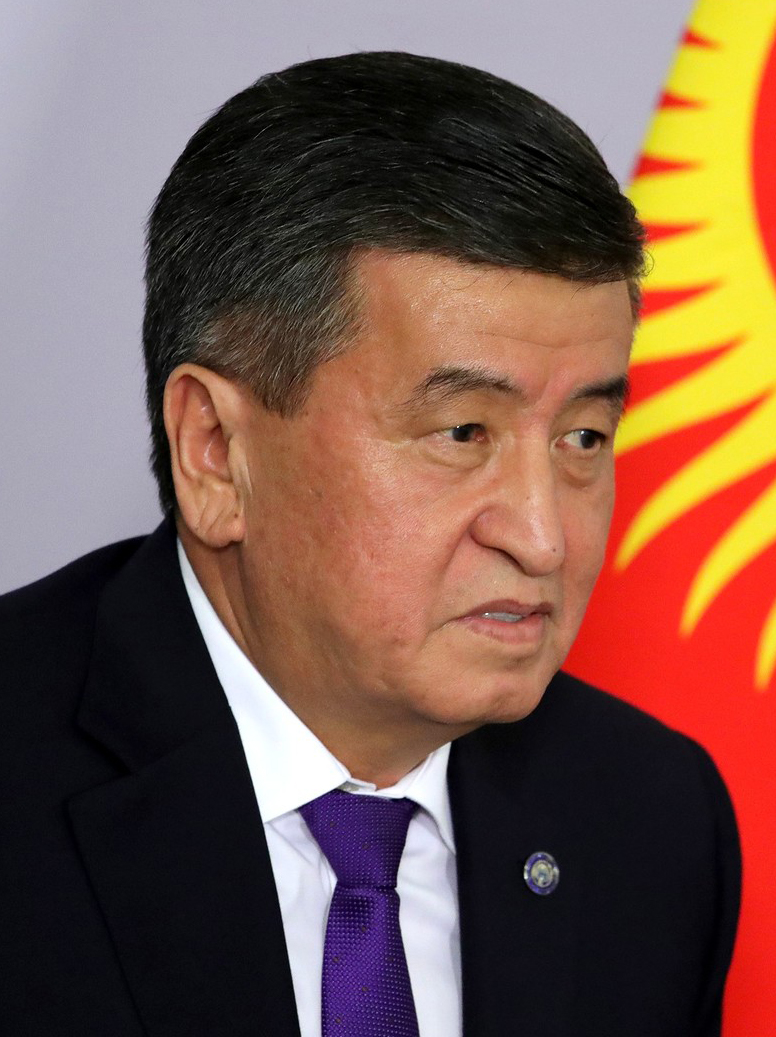
总统热恩别科夫
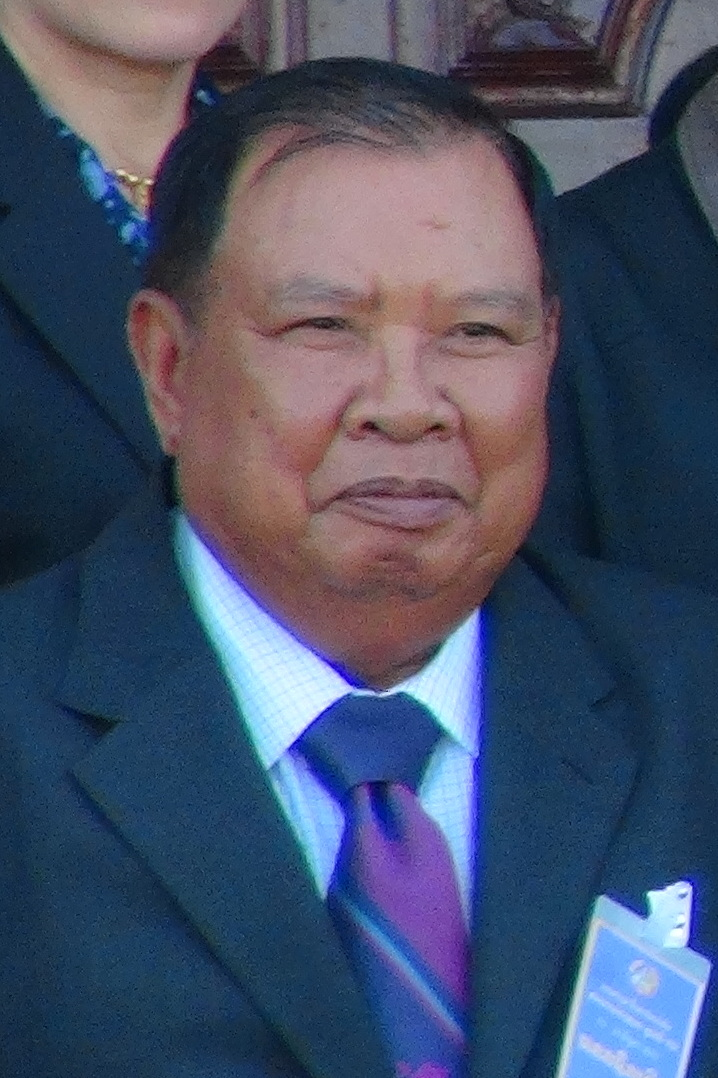
老挝人民革命党总书记、国家主席本扬·沃拉吉
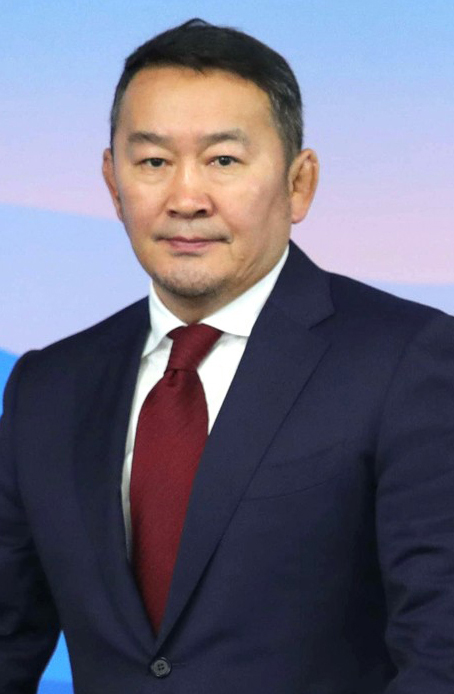
蒙古国 总统巴特图勒嘎
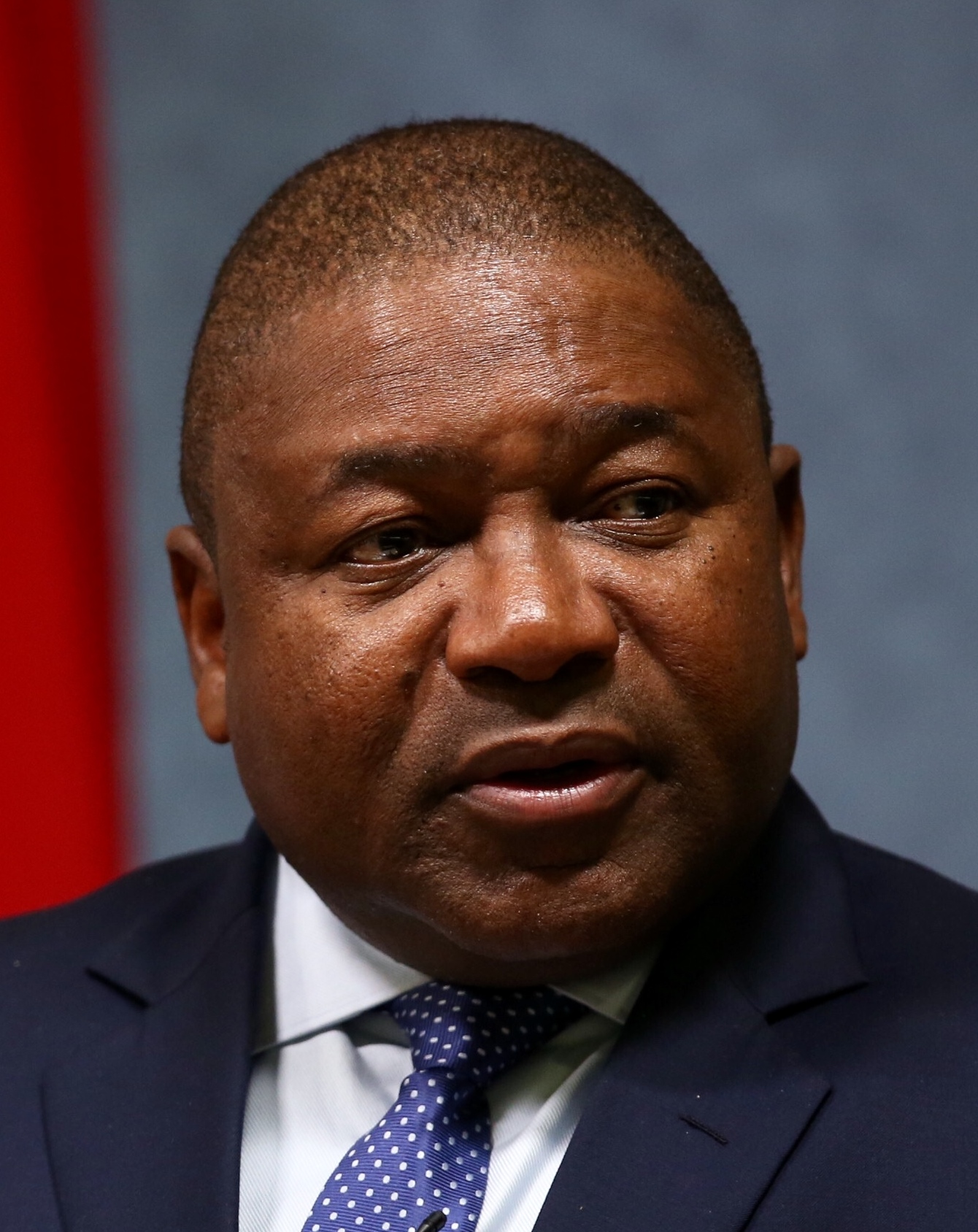
莫桑比克 总统菲利佩·纽西
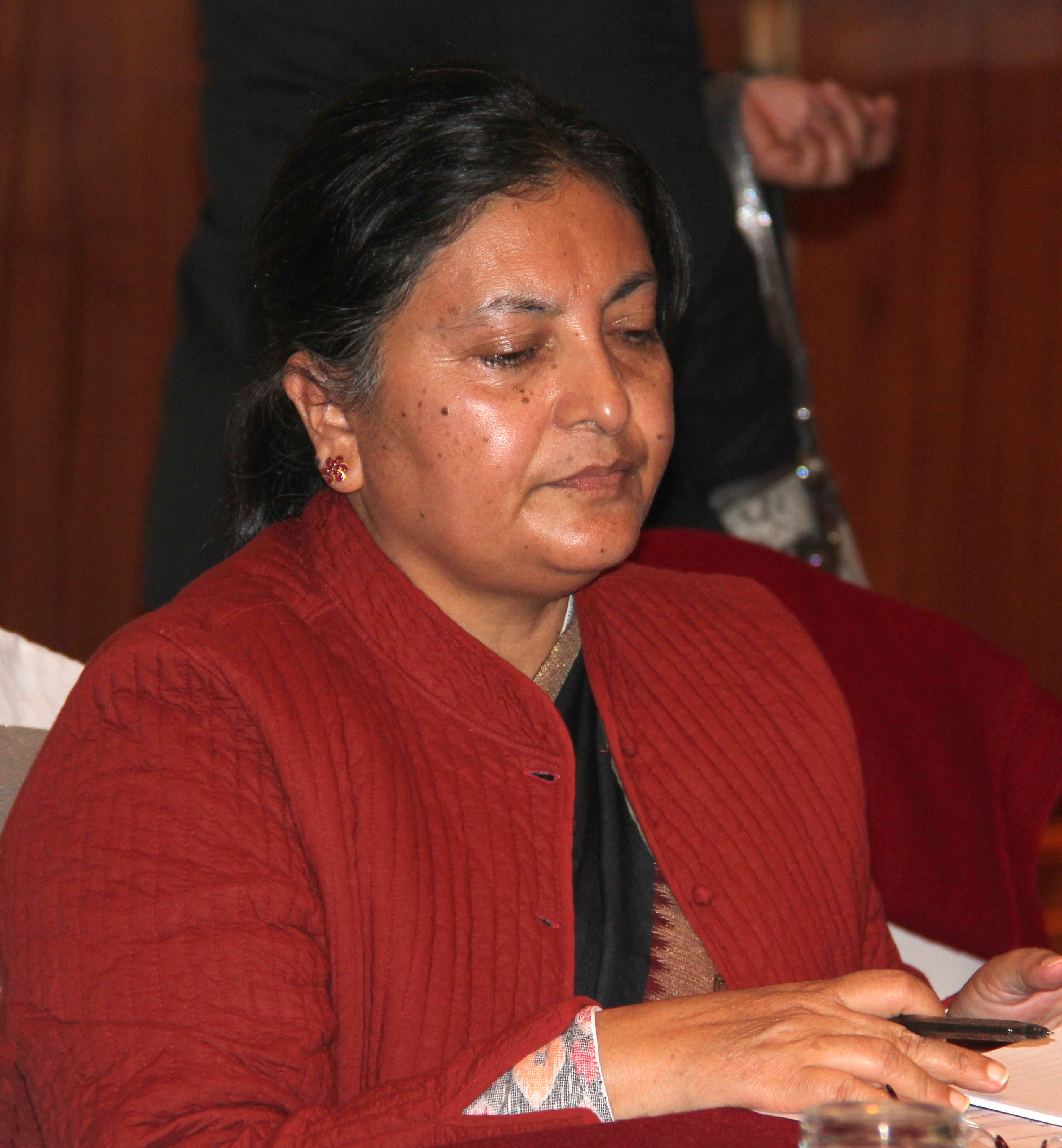
尼泊尔 总统班达里
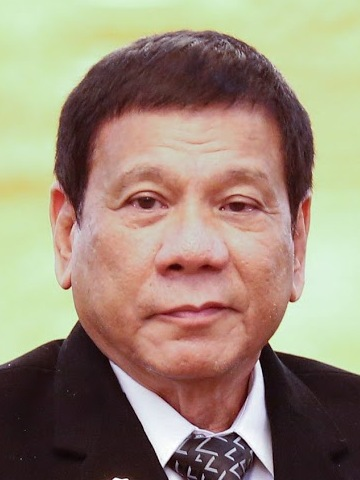
菲律賓 总统罗德里戈·杜特尔特
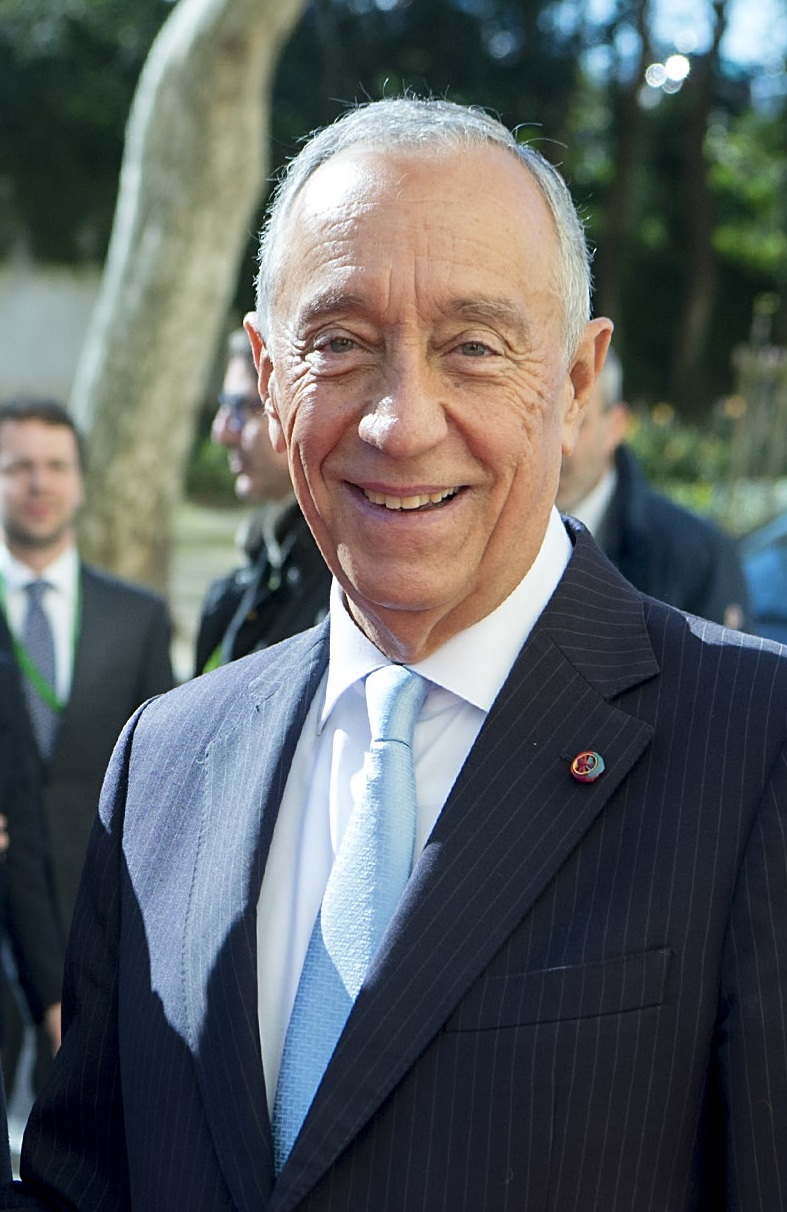
葡萄牙 总统德索萨
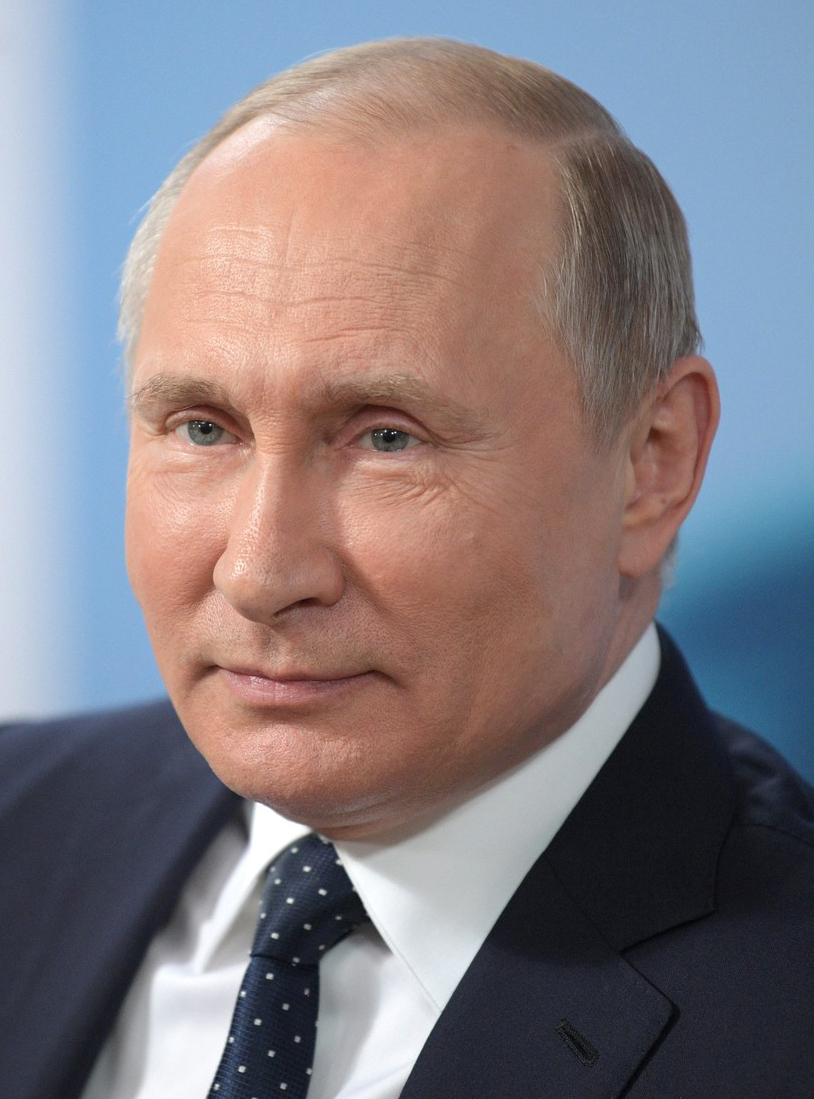
俄羅斯 总统普京
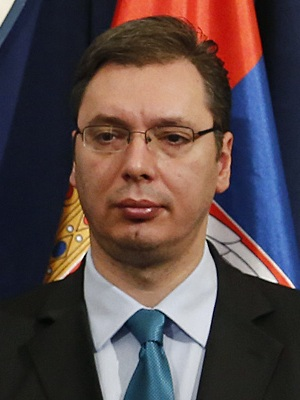
塞爾維亞 总统武契奇
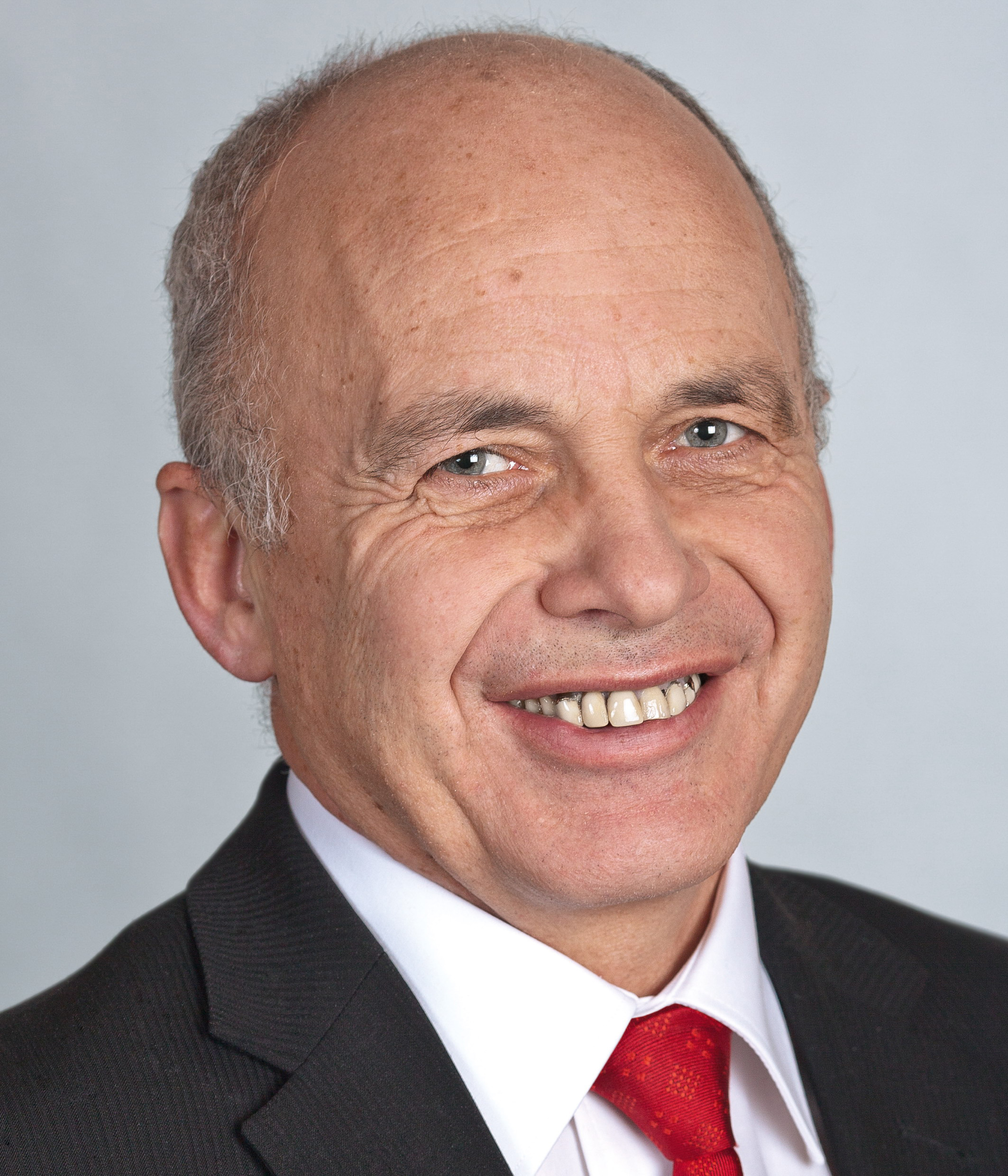
瑞士 联邦主席于利·毛雷尔
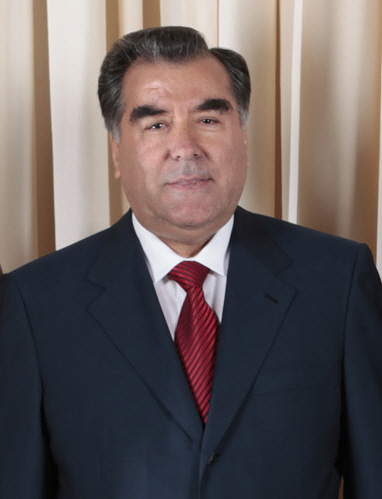
总统拉赫蒙
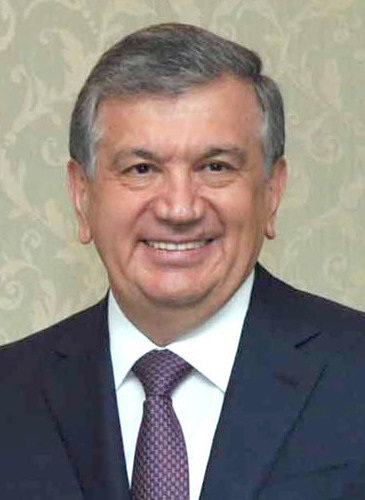
总统米尔济约耶夫
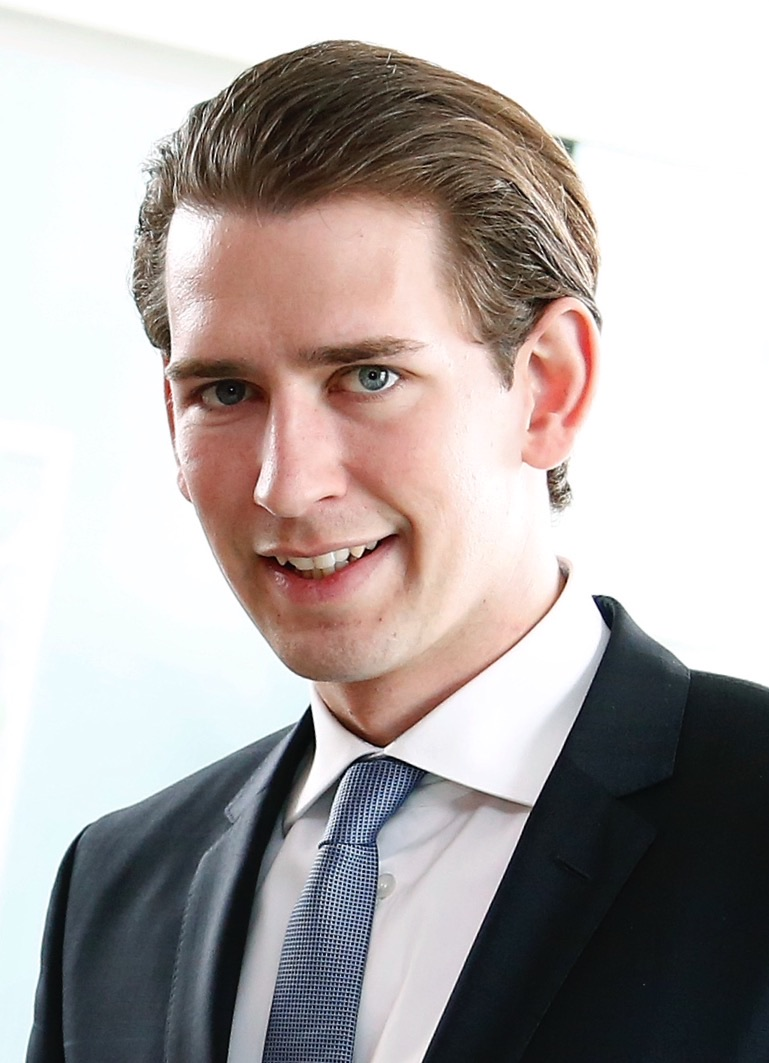
奥地利 总理塞巴斯蒂安·库尔茨
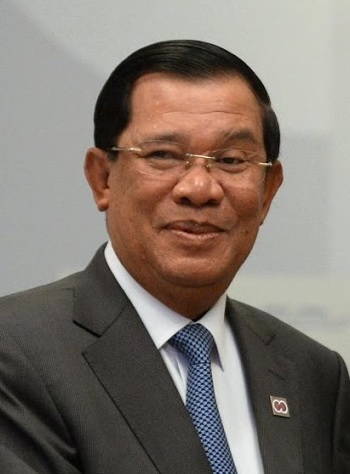
柬埔寨 首相洪森
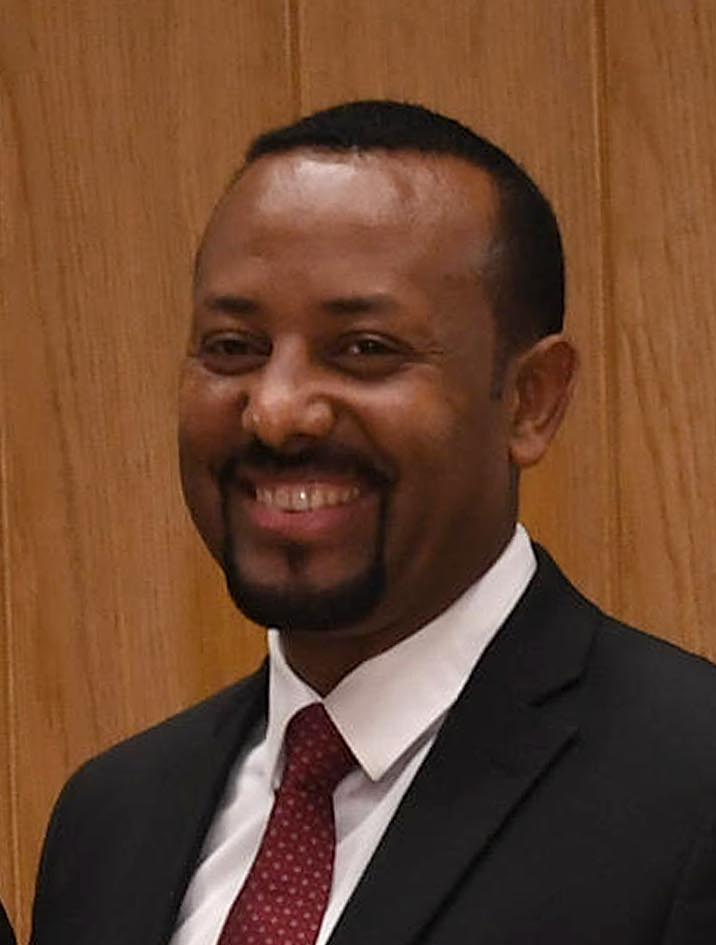
衣索比亞 总理阿比
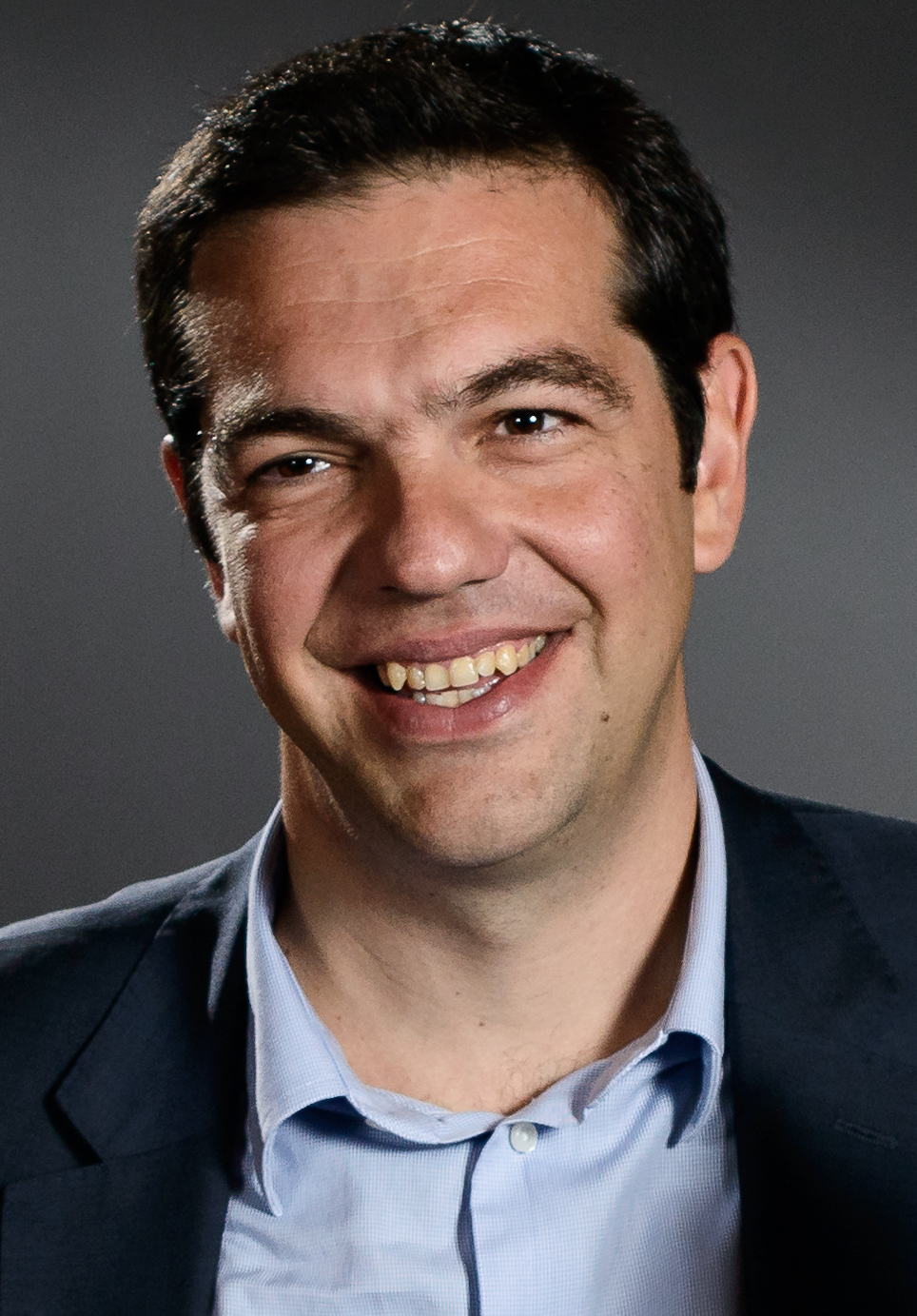
希腊 总理齐普拉斯
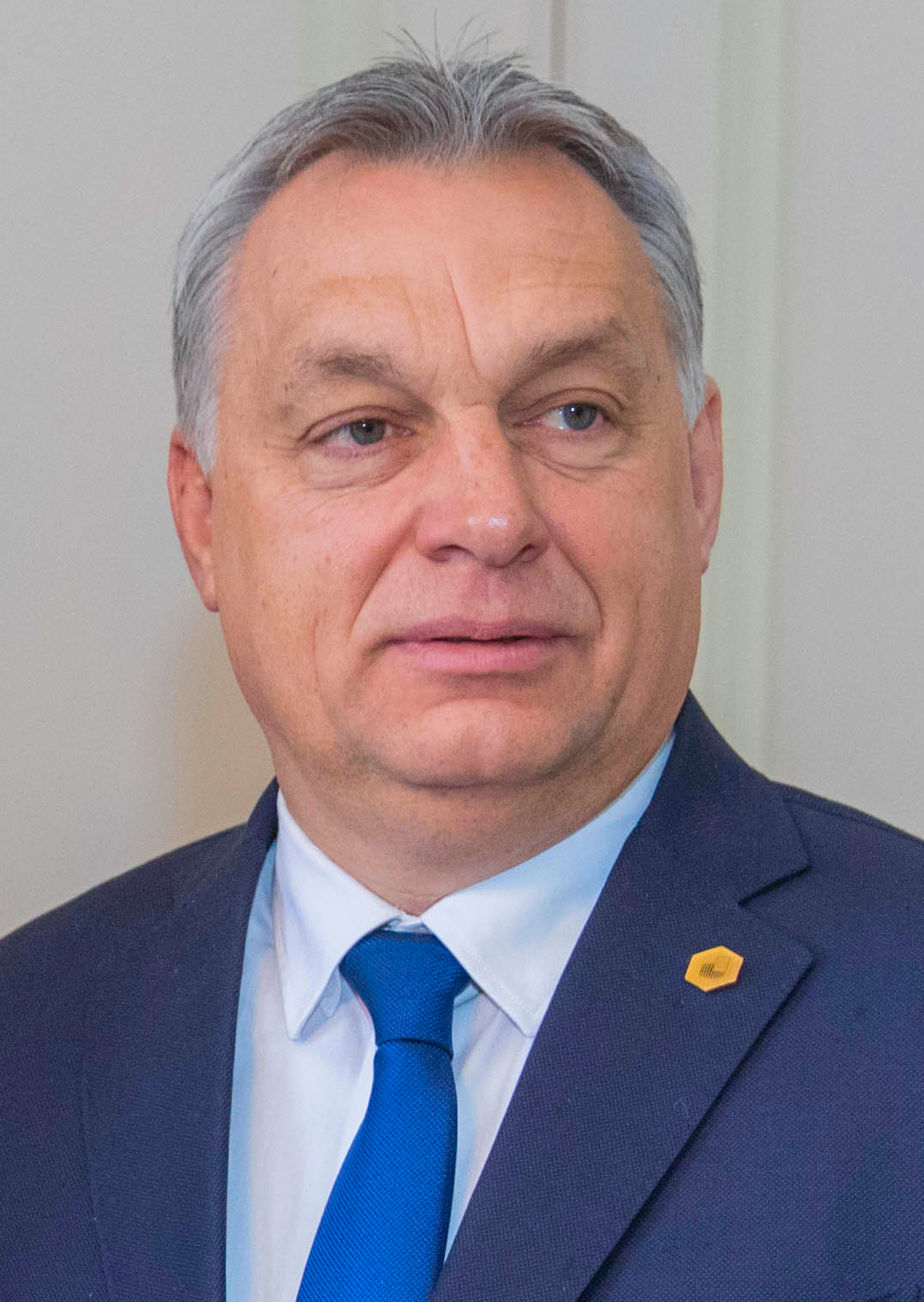
匈牙利 总理欧尔班·维克多
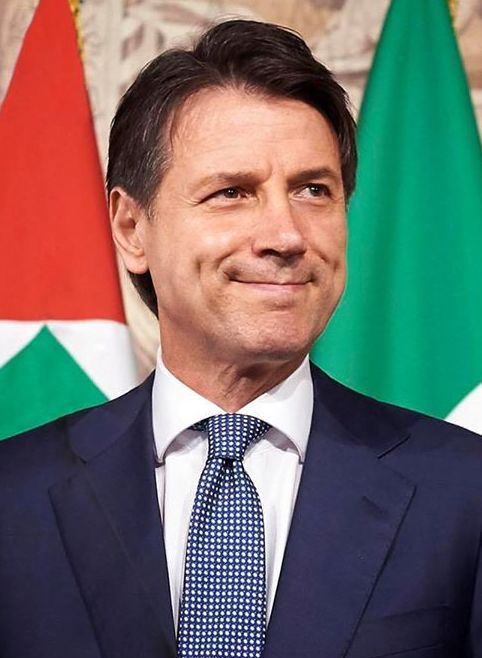
義大利 总理朱塞佩·孔特
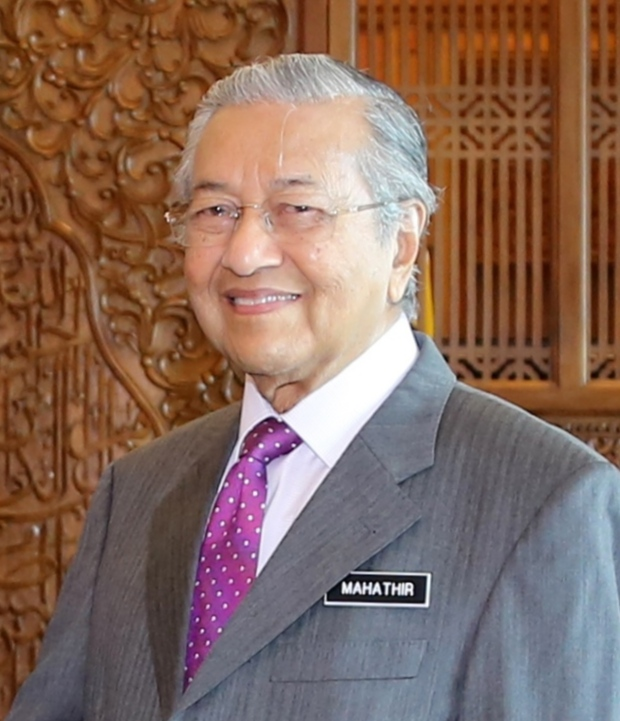
马来西亚 首相马哈迪·莫哈末
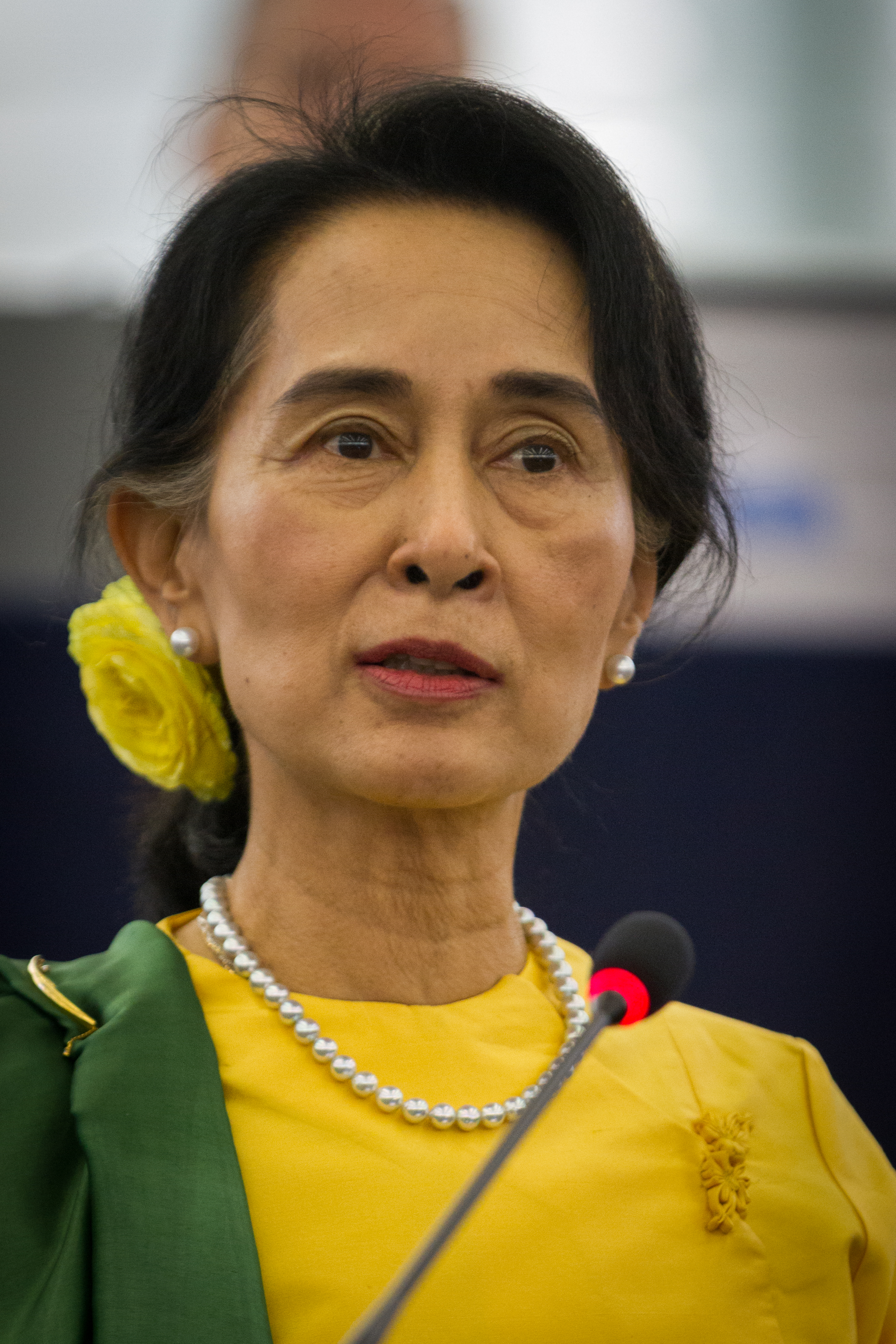
緬甸 国务资政昂山素季
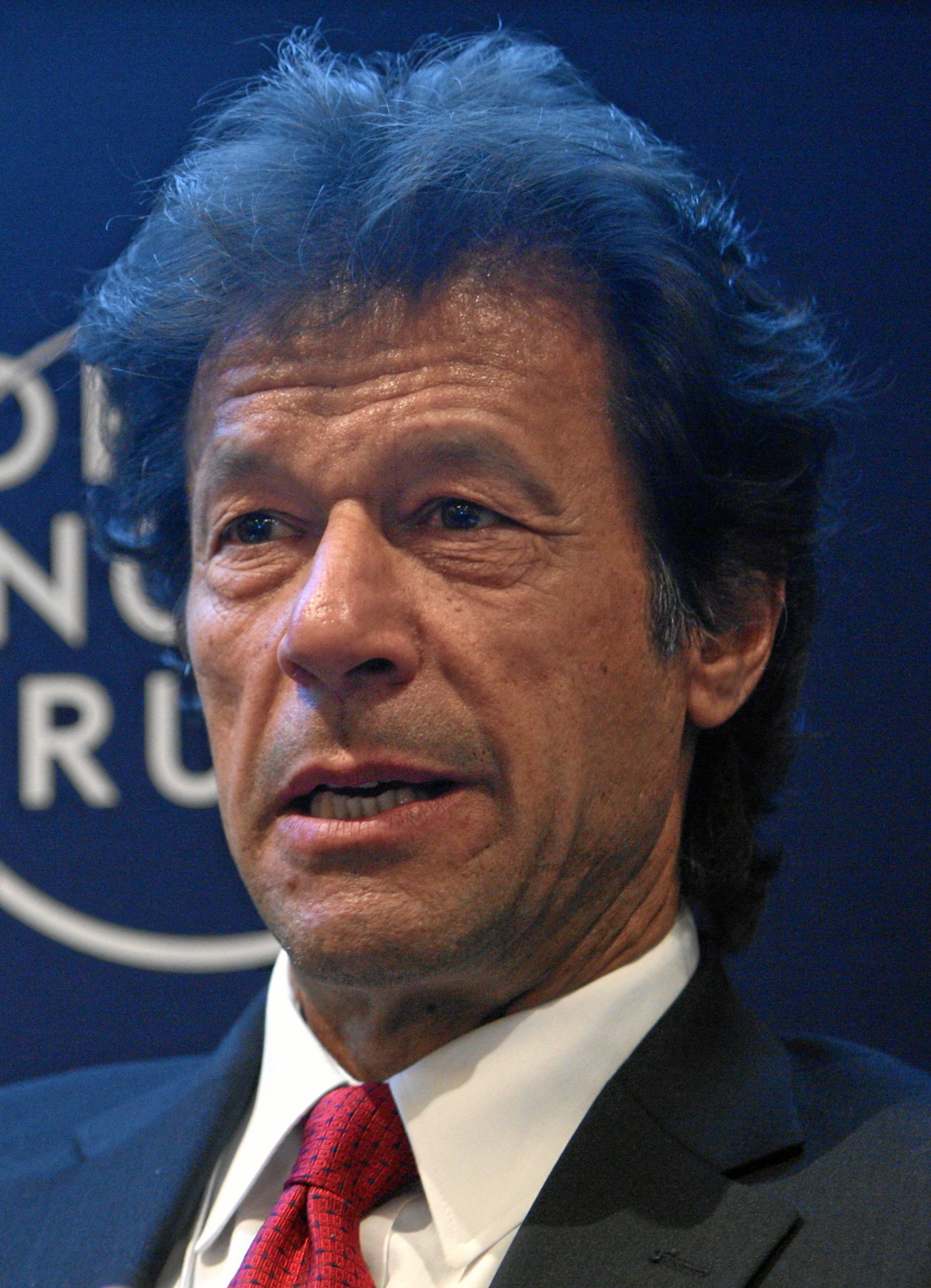
巴基斯坦 总理伊姆兰·汗
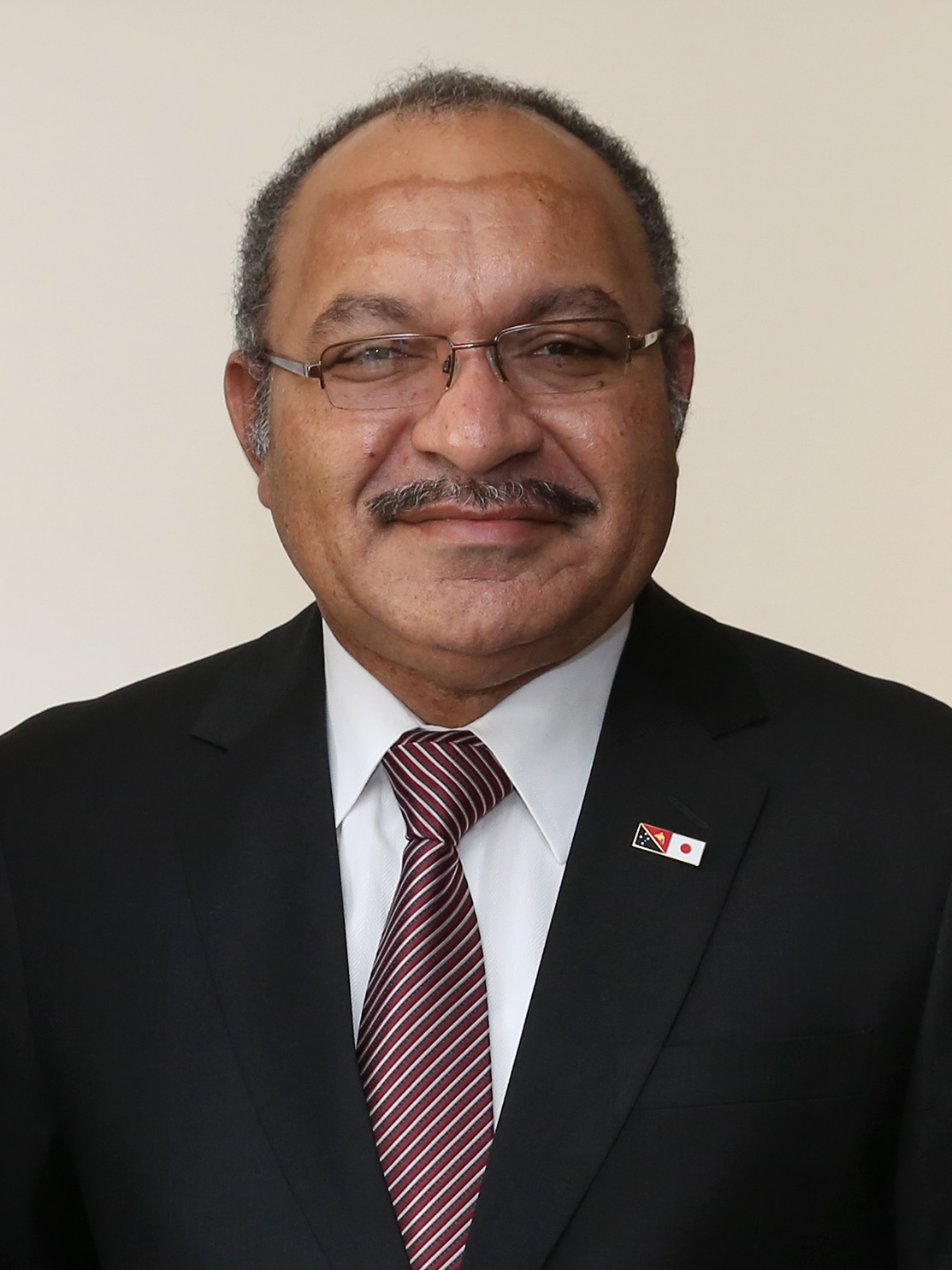
总理彼得·奥尼尔
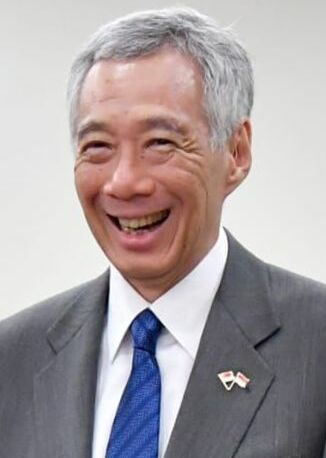
新加坡 总理李显龙
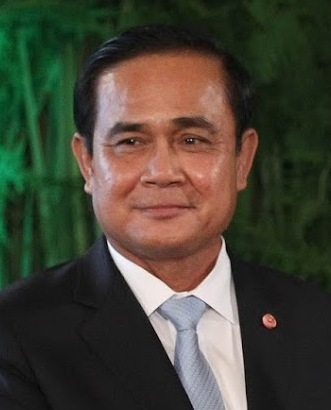
泰國 总理巴育·占奥差
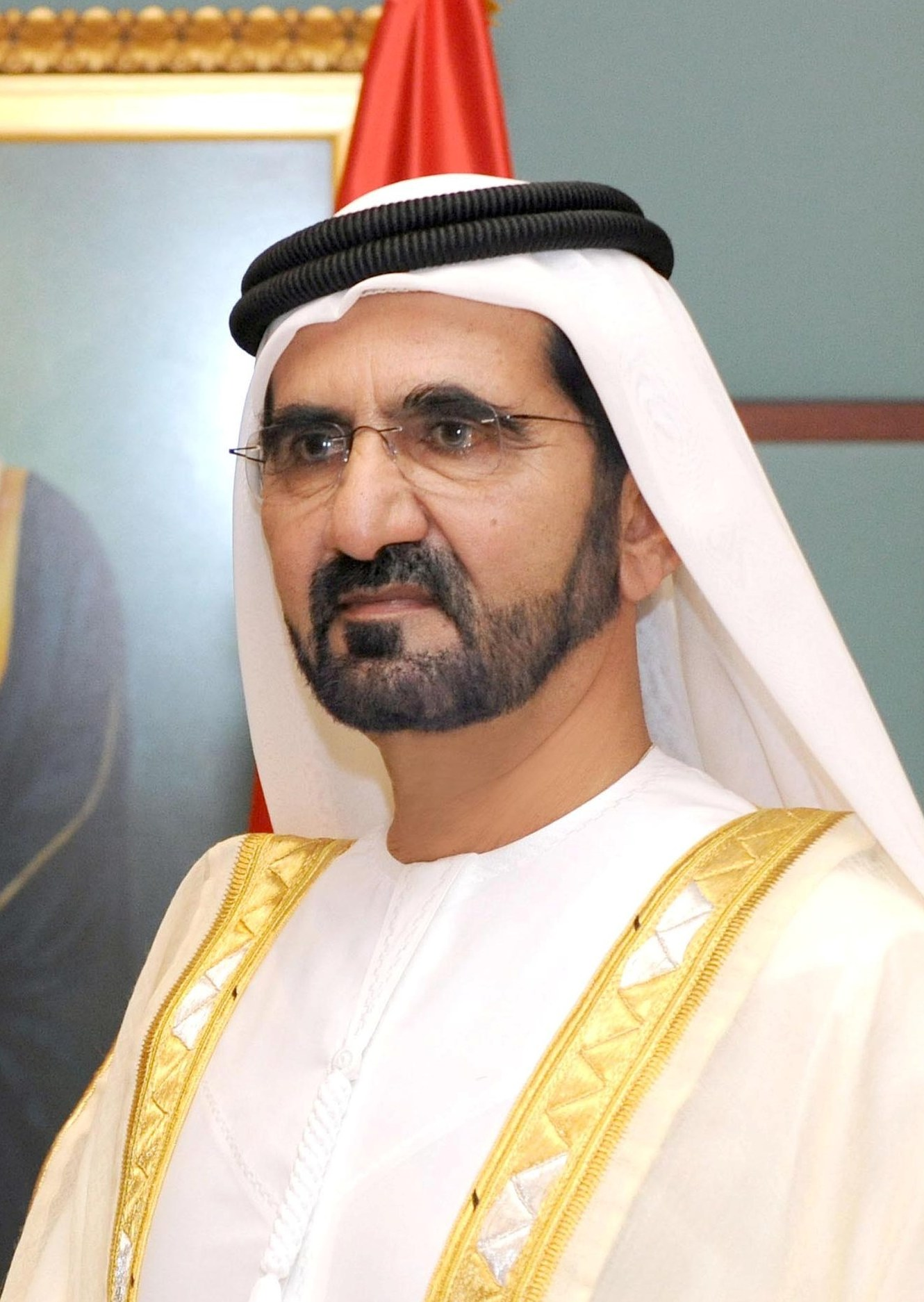
阿联酋 总理穆罕默德
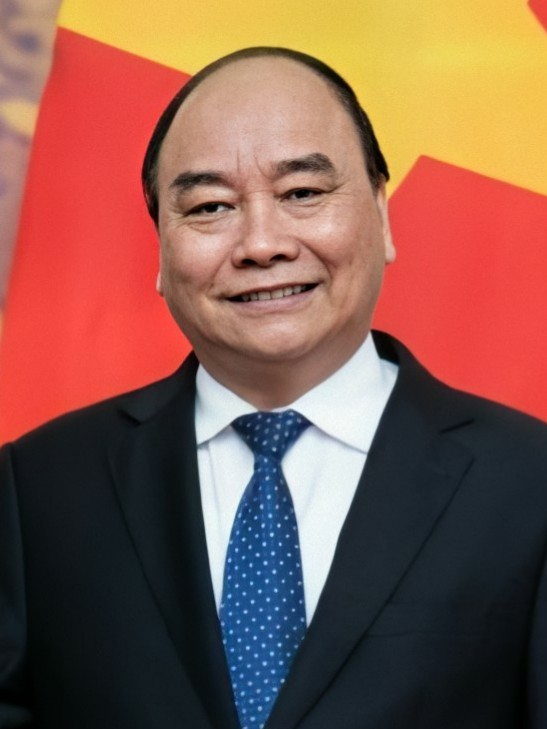
越南 政府总理阮春福
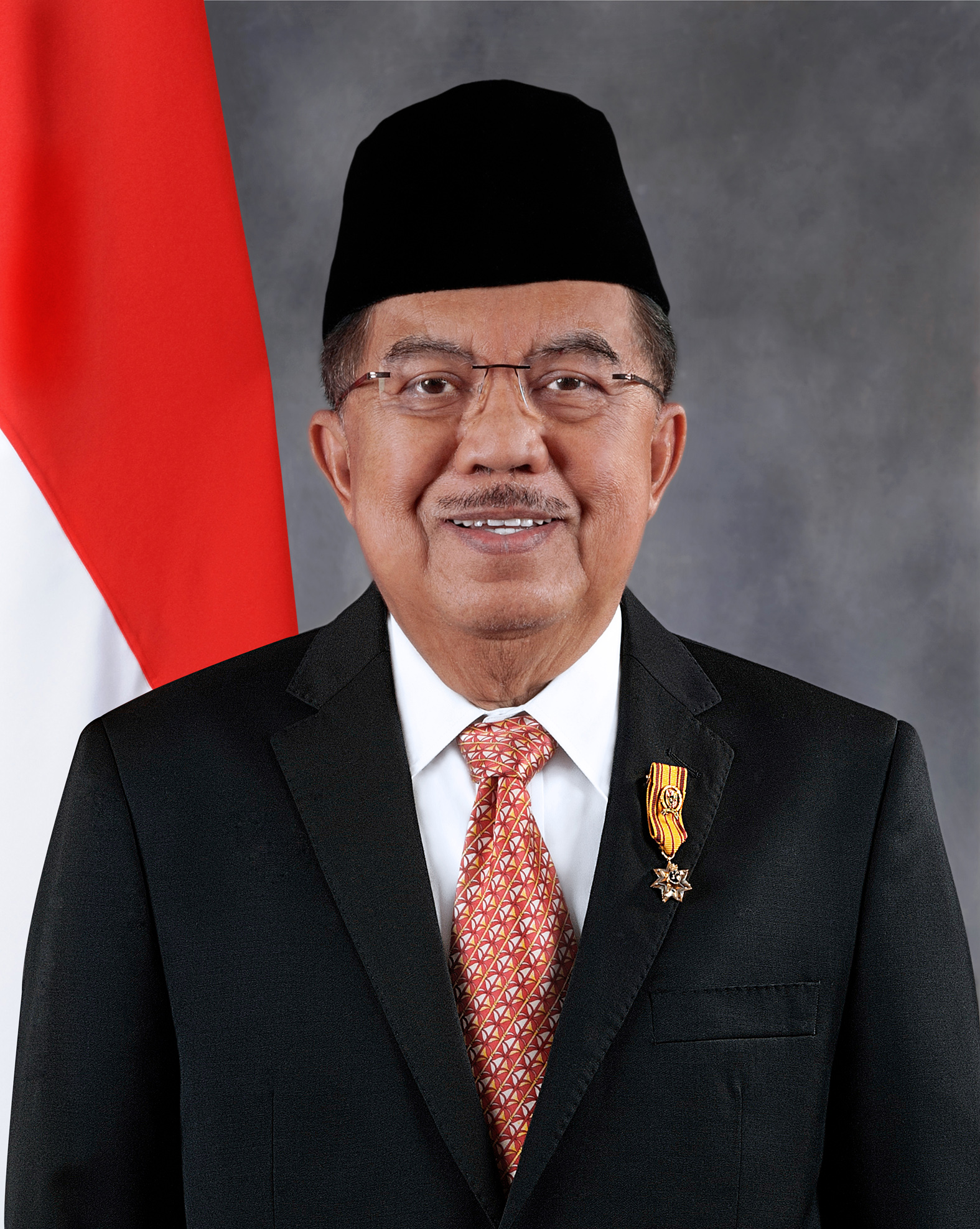
印度尼西亞
副总统（英语：Vice President of Indonesia）卡拉

美國和印度缺席大會。朝鮮、英國、法國、德國、加拿大以部長級官員出席。日本以總理大臣特使、自民黨幹事長二階俊博代表出席。
欧盟以欧盟委员会副主席马罗什·谢夫乔维奇代表出席。

### 国际组织

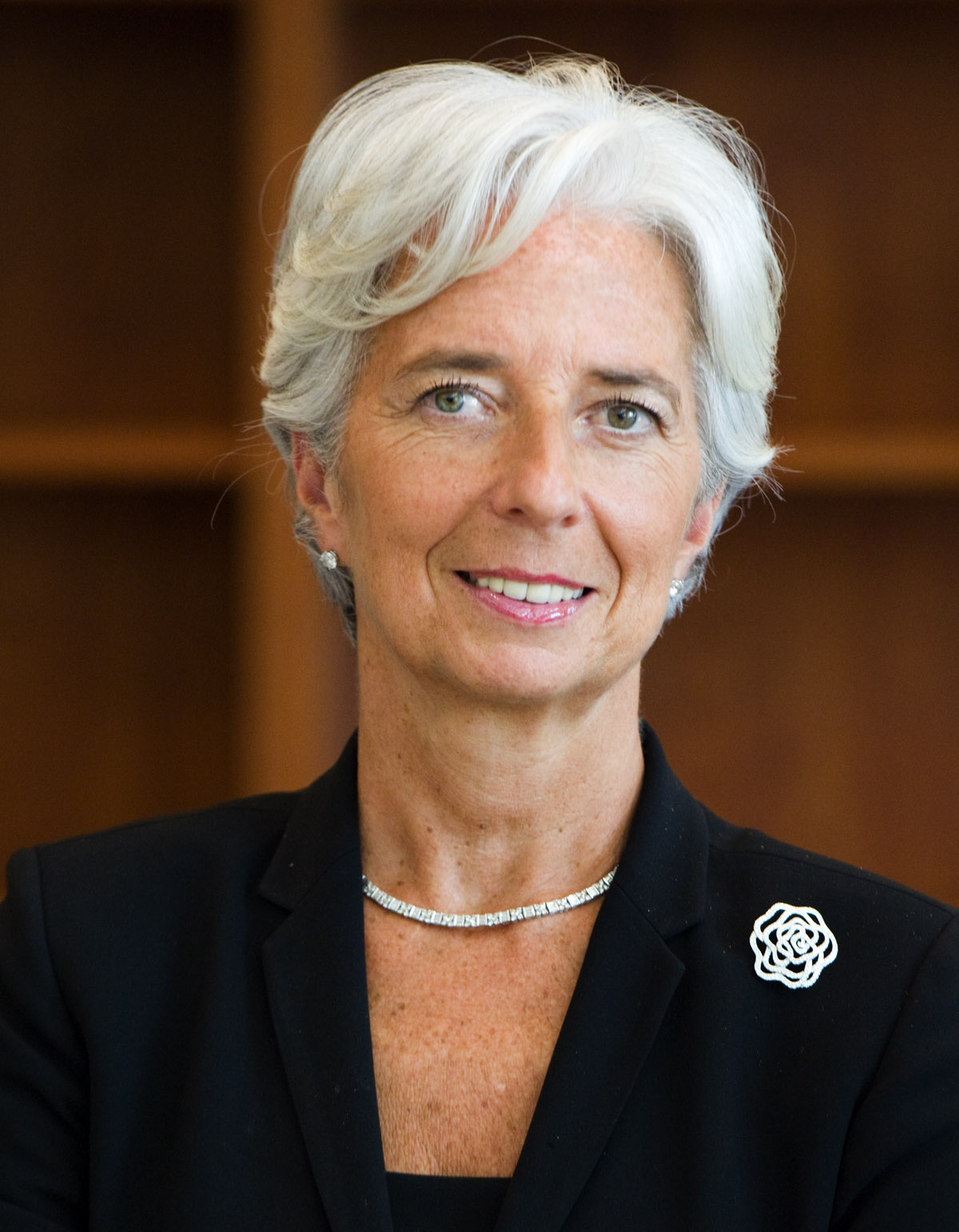
國際貨幣基金組織總裁 克里斯蒂娜·拉加德
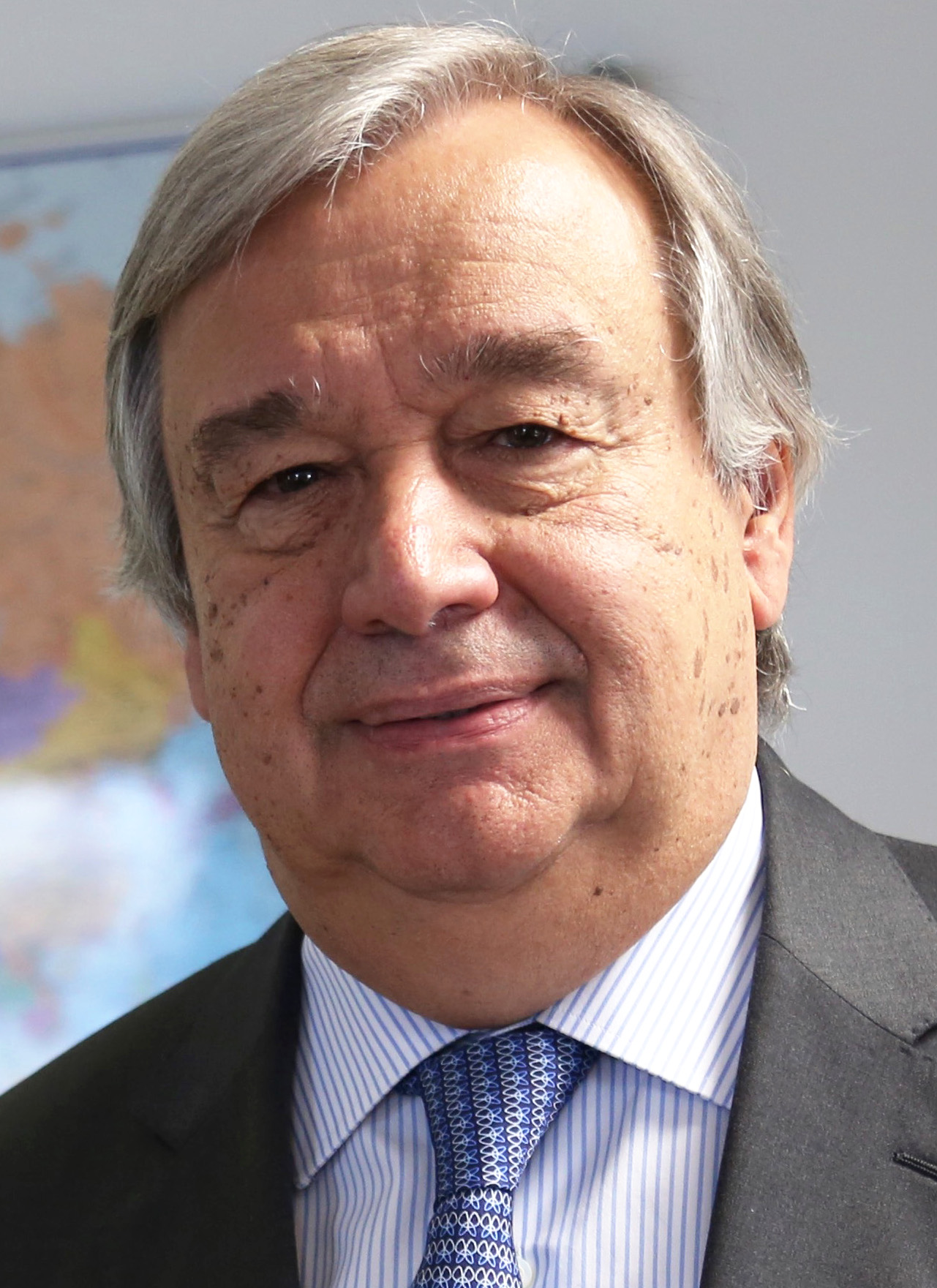
联合国秘书长 安东尼奥·古特雷斯